# Мавританская козявка
Мавританская козявка (лат. Tenebroides mauritanicus) — вид жуков из семейства темнотелок.

## Описание
Черновато-бурые жуки длиной тела 6-11 мм. Нижняя поверхность тела красноватая. Жвалы мощные, асимметричные. Усики состоят из 11 сегментов, вершинные три, из которых уплощены и образуют булаву. Переднеспинка с острыми передними углами. Переднегрудь хорошо отделана от среднегруди перетяжной.
Личинки уплощенные, грязно-белые длиной от 18 до 20 мм. Голова тёмно-коричневая. Куколка кремовая 7-10, 5 мм. Яйца молочно-белые 1-1,5 мм длиной и 0,34 мм шириной.

## Биология
В природных условиях живёт под корой ослабленных и погибших деревьев. В синантропных условиях встречается в жилых помещениях, на кораблях и предприятиях пищевой промышленности (хлебозаводах и зернохранилищах). Взрослые насекомые — хищники, питаются другими насекомыми. Личинки питаются, помимо животной пищи, также зерном и мукой. Они предпочитают зерно с повешенной влажностью, выедают при этом преимущественно зародыш, что приводит к утрате всхожести. В природе питаются личинками и куколками короедов, усачей и долгоносиков.
В течение года развивается до двух поколений. Самки откладывают в течение жизни до 1300 яиц, каждая отложенная партия составляет от 10 до 60 яиц. Личинка выходит из яйца через 8-10 суток. В зависимости от характера корма развитие личинок занимает 60 до 300 суток. В течение жизни личинки линяют 4-6 раз. Зимуют личинки и имаго. Стадия куколки продолжается 20-30 суток, появившиеся жуки находятся в куколочной «колыбельке» ещё 10-15 суток после отрождения.

## Генетика
В кариотипе 12 пар хромосом.

## Распространение
Всесветно распространённый вид, предположительно африканского или средиземноморского происхождения.